# Jan Ovelgönne
Jan Henrik Ovelgönne (ur. 30 czerwca 1975 w Volkach) – niemiecki polityk, deputowany do Parlamentu Europejskiego IX kadencji.

## Życiorys
Studiował nauki społeczne, uzyskał magisterium z ekonomii społecznej. Z zawodu pracownik socjalny. Działacz Zielonych, był współpracownikiem europosła Rasmusa Andresena. Kandydował z ramienia swojej partii w wyborach europejskich w 2019. Mandat deputowanego do PE IX kadencji objął w marcu 2024, dołączając do frakcji Zielonych – Wolnego Sojuszu Europejskiego.